# Liubimivka (Berislav)
Liubimivka (en ucraniano: Любимівка, romanizado: Liubymivka; en ruso: Любимовка, romanizado: Liubimovka) es un pueblo ucraniano perteneciente al óblast de Jersón. Situado en el sur del país, es parte del raión de Berislav y del municipio (hromada) de Novovorontsovka.
La ciudad estuvo ocupada por Rusia desde marzo de 2022, tras el comienzo de la invasión rusa de Ucrania, hasta su liberación el 2 de octubre de 2022.

## Geografía
Liubimivka está a 119 km al noreste de Jersón.

## Historia
El pueblo fue fundado en 1921.

## Demografía
Según el censo de 2001, la lengua materna de la mayoría de los habitantes, el 96,46%, es el ruso; del 2,54% es el ucraniano.